# エニグマ (漫画)
『ǝnígmǝ【エニグマ】』は、榊健滋による日本の漫画。『週刊少年ジャンプ』（集英社）において、2010年41号から2011年47号まで連載された。完結は別冊「NEXT!」にて掲載された。話数単位は「e（エピソード）」。サブタイトルは英語を片仮名に直した物となっている。

## あらすじ

### 第1幕（e-test編）
高校生、灰葉スミオは近未来に起こる出来事を予知する能力「夢日記」を持つ少年。能力で人助けをする事以外は平凡な生活を送っていたある日、母親が「エニグマ」という謎の言葉を残して姿を消してしまう。夢日記に記された通り、現場に不可解な黒いシミを残して……。混乱のあまり病院で保護された後、ふと目覚めると、スミオは同じ高校の6人の生徒と共に真夜中の体育館に連れて来られていた。
そして「エニグマ」と名乗る謎の人物による説明を受け、運命のゲームe-testが始まった。

### 第2幕（外骨島行き列車編）
e-testが終わり、日常へ戻ったスミオ達。だが、全てはまだ終わっていなかった。悲劇を終わらせるため自らエニグマになったスミオ、エニグマの座を狙う敵「カニバル」、そして全てを終わらせるため、スミオは外骨島へと向かう。「カニバル」と共に……。

## 登場人物
登場人物の名前は基本的に男性キャラは片仮名、女性キャラは平仮名で表記されている。声の項はVOMIC版のもの。

### 主要人物
灰葉 スミオ（はいば スミオ）
声 - 日野聡
本作の主人公。1年生。緑色の天然パーマが特徴。都内の高校に通うごく普通の高校生。一人称は「俺」。e-testでの報酬は「親」。
すぐに人と仲良くなる事ができ、正義感に溢れる半面で節操のない女性好きであり、女性と接すると誰彼構わずに「ケッコンしてくれ!」とプロポーズしている。しげるにも以前は同じ事をしていたが、キリヲと親しくなってからはしていない。これは、しげるが「キリヲに好意を抱いている」と勘違いしており、彼女に気を使っての事である。
口癖は「メーデー（緊急事態）」と、語尾に「～のだっ」と付けて喋る事。「運命は自分で変えられる」をモットーとしている。
第5回e-testでは「全員で脱出する」ことを目標に、不安や疑心暗鬼に囚われる他の参加者を励まし、皆からの信頼を得る。能力の変化を一番に起こしたこと、何事にも怯まず果敢に挑戦するその姿は、エニグマに興味を抱かせている。
脱出後、悲劇の連鎖を終わらせるため、自らエニグマとなった。
「向こう側の世界」では親子三人で暮らす。しげるとは面識がなく、ケイと幼なじみという事になっており、彼と同じオカルト研究会に所属している。
唯一記憶を失っていないキリヲと再会した事で自分が居る世界に違和感を覚えるようになる。学園祭の日に食堂ホールで自分の幻影を見た事で記憶が戻り、自分は待っている事が役目だと思い、全員の記憶が戻った後に姿を現した。
能力：通信（テレパス）
最初は夢日記と思われていたスミオ本来の能力で、他人の思考を読み取ったり、相手に自分の思考を送ったりするテレパシーのような能力である。思考を読み取るため、対象の視界に映ったものも視る事が出来る。本人の意思に関係無く起こる為、眠っている状態でも発動する。作中では、数奇との通信手段やしげるの予知を受信し、夢日記の作成に用いているが、思考を読み取れる人間は最近スミオが触れた人間でなおかつ、スミオの仲間に限られる。
チャンネル [es]
スミオの携帯電話の画面に、今までに触れた人間がリストアップされ、そこから相手を選んだ後、通信を使うことでその対象と携帯電話を通してエコーがかった声で思考を聞いたり（その声はスミオにしか聞こえない）送ったりすることが出来る。通信対象は「アンテナが立っている」（スミオを受け入れている）者のみに限られており、敵対している者は「圏外」となり通信することはできない。

来宮 しげる（くるみや しげる）
声 - ゆかな
本作のヒロイン。1年生。風紀委員会所属。ストレートロングの美少女。スミオとは幼馴染みであり、席がスミオの隣である。また、灰葉家とは家族ぐるみの付き合いである。一人称は「私」。e-testでの報酬は「再会」。
真面目でしっかりした性格。風紀委員であるため、何かと規則にうるさい。スミオ同様、正義感が強く彼の人助けを手伝っている。また、どんな相手にも分け隔てなく接して仲良くなるスミオを尊敬しており、好意を抱いているが、一見、奇行にも見えるスミオの奇想天外な行動にはいつも手を焼いている。
彼女の能力はe-test開始以前から発動していたが、それらは全て夢日記の形で表れていた為、彼女の能力であると気付かれなかった。No.1パスワードの入手時にその兆候が現れ、後にNo.7パスワード入手時に綺島によってその正体を明らかにされた。
なお、彼女の報酬である「再会」したい相手とは忌束キリヲの事である（スミオを含めた三人で早く会う事を望んでいた）。
第2幕開始直後、ドクロのせいで大勢の人が消えるという不吉な予言をした後、新しいドクロの人柱としてエニグマによって外骨島駅のホームに強制的に連れていかれた。後にスミオの父によって助けられ、スミオ達と再会する。
「向こう側の世界」では、変わらず風紀委員会に所属しているが、スミオとは別のクラスで面識がなくなっている。スミオにキリヲが来てほしいと言っていると伝えた際、スミオにプロポーズされる。学園祭の日に食堂ホールで自分の幻影を見た事で記憶が戻った。
能力：予知
未来に起こる出来事を、事前に知る事が出来る能力。彼女の予知は必ず当たるが、それを知った者が行動する事によって変える事も出来る。能力を使う前兆として、しげる本人の眼から涙が流れ、しげるは幼い頃のもう一人の自分と出会う。
実際に予知をするのはこの幼いしげるだが、しげるはその声を聞いて未来を見る事ができ、周囲の人間に伝える事が出来る。ただし予知は幼いしげるを通じて行われるため、その内容は舌足らずで曖昧な表現である。
夢日記
声 - 中田隼人
幼いしげるが「予知」した未来を、スミオが「通信」で読み取ることで起こる、二人の力の産物。スミオが眠りに落ちた際に、スミオの左手が勝手に動き出し、未来に起こる内容を絵日記として記す。
具体的な言葉ではないことが多く、キーワードとなる言葉が盛り込まれた稚拙な文章と幼児の描いたような絵が添えられる。幼いしげるが予知していることから、文章は全て平仮名で構成される。
当初はスミオとしげるが自身の本当の能力に気付いていなかったため、スミオだけの能力と勘違いされていた。対象者は自身と関わりがある者が主となっており、内容の多くは他人の不幸であるため、母親が失踪するまではその日記を頼りに人助けをしていた。スミオ自身はその特殊なチカラ＝「夢日記」を良く思っていない。「夢日記」を逆手にとって裏をかくことで、不幸な未来の筋書きを書き換えることに役立てたいと考えている。
クリスとの戦いの中、夢日記の能力が成長し、眠らずとも先の出来事および対象の動きを予知として書き記すことが出来るようになった。

支倉 モト（はせくら モト）
声 - 市原将弘
1年生。野球部所属（セカンドで打順は2番）。左目に眼帯をした色黒の青年。臆病な性格。一人称は「俺」。e-testでの報酬は「呪いを解く」。
人生目標は「死ぬまで無事」。あがり症のためカメラを向けると表情が強張り、写真写りは常に最悪だった。本人も気にしていたが、それをネタに先輩にからかわれた時、能力が目覚めた。モト本人はこれを「呪い」と解釈している。なお、モトをからかっていた先輩の吉田も夕闇高校に進学しているが、仲はいいようである。
始めはe-testに関わりを持ちたくないとあまり協力的でなかったが、スミオに諭されて積極的に協力するようになる。
脱出後、報酬を叶えてもらうのはスミオが自由になってからにする事にした。
第2幕開始直後に「カニバル」に喰われてしまうが、綺島の能力によって消化を防がれた。「カニバル」の腹と呼ばれる空間から「カニバル」の記憶を探った際、デジタルカメラが入っている本を自身の能力で見つける。
「向こう側の世界」では、登校してきたスミオの頭にボールをぶつけてしまう。学園祭の日に部室棟の男子トイレで自分の幻影を見た事で記憶が戻った。
能力：消える呪い
特定の対象物に対し「消えろ」と念じることで、僅かな間だけ対象物を消す（透明にする）ことが出来る能力。自分自身を消して透明人間になる、ドアを消してドアの向こうを見る等、実物を消すだけでなく、写真や絵に写っている物を消すということも可能。
e-testが始まるまでは自分自身のみを消す能力だと勘違いしていた。

九条院 ひいな（くじょういん ひいな）
声 - 田中真奈美
2年生。九条院財閥の娘。プライドが高く、気が強い。他者と馴れ合うことを嫌う。一人称は「私」。e-testでの報酬は「絆」。
家庭でも学校でも上辺だけ取り繕って馴れ合っているくせに陰ではお互いを馬鹿にしているかのような安い人間関係を目にして失望、嫌気が差している。両親と不仲である。クラスでも親しくする友人はなく、孤立していた。しかし、本当は心から信じることの出来る人間関係の構築を求めている。
クラスメイトからは嫌がらせを受けており、クラスメイトの一人の財布を盗んだ犯人に仕立て上げられそうになった時、能力が目覚めた。
最初はスミオの事を軽い人と思っていたが、No.5のパスワード取得の際にスミオに助けられてからは信頼するようになる。脱出後、報酬である「絆」はスミオとの間に生まれたようで、しげるからライバル視されるようになる。
第2幕開始直後に「カニバル」に喰われてしまうが、綺島の能力によって消化を防がれた。「カニバル」の腹と呼ばれる空間から「カニバル」の記憶を探った際、モトが見つけたデジタルカメラが入っている本を自身の能力で取り出す。
「向こう側の世界」では、まおやみさきと友達になっている。学園祭の日にシャワー室で自分の幻影を見た事で記憶が戻った。
能力：第3の手
自由自在に動かすことの出来る透明な手で、念動力のような能力。常に宙に浮いており、触れた場所にはくっきりと手形が残るが、数分で消える。「手」の腕力は7、8歳程度の児童の腕力と同じで、傷つくと本物の自分の手もダメージを受ける。

祀木 ジロウ（まつりぎ ジロウ）
声 - 室元気
3年生。生徒会執行部所属。夕闇高校第47代生徒会長。冷静かつクールな性格で校則に厳しい。自分のことよりも他者を第一に考え、自身を犠牲にすることも厭わない。一人称は「僕（影化している時は俺）」。e-testでの報酬は「影化の回復」（第2回e-test時の報酬は「医者になる」）。
全国模試1位の秀才で、この世で決して「狂うことのない」数字を好む。家族は夕闇市立総合病院を経営しており、人の生と死を賭けて戦っている家族の姿を見て自身も医者の道を志しており、数字のように「狂わない」人の命を助ける信念を持っている。
2年前の12月22日にクリスと共に第2回e-testにエニグマによって参加させられ、唯一の脱出者にして初めてのe-test合格者となった。しかし、「影」にクリスが連れ去られたのに気付けず、見捨ててしまったことを後悔している。
第5回e-test開始序盤、油断していた所を｢影」に連れて行かれてしまう。その後、意識の無いまま焼却炉に監禁されていた。スミオらの協力と自身の能力を使い、脱出に成功し、同時にパスワードを入手する。
「影」に捕まったことでその身体が「影」に侵食されつつある。自分の意思で御しきれなくなると、皮膚の色が黒くなり性格も正反対の様になる。焼却炉から救出された際に主催者が用意した「影」化を抑える薬を手に入れたが、自分は飲まずクリスに飲ませた。しばらく抑え込んでいたが、No.7のパスワード取得開始の際についに限界が来てしまう。その後、タケマルによって脱出し、脱出報酬により元に戻った。
第2幕ではスミオの協力者として参加。モトから借りてきたバットを、護身用として携帯している。だが、本物の彼は既に「カニバル」に喰われてしまったため、スミオの前にいる彼は「カニバル」がなりすました偽物である。綺島の能力によって消化を防がれた。「カニバル」の過去を知ったことで人間の記憶を取り戻すため、「カニバル」の胃と呼ばれる空間に戻り、人間としての記憶を取り戻すきっかけを作る。
「向こう側の世界」でも変わらず生徒会長であるが、クリスの事を呼び捨てにしている。学園祭の日に焼却炉で自分の幻影を見た事で記憶が戻った。
能力：三次減算
触れた物体に数字が刻まれ、その数字を削ることで、物体を小さくすることができる。しかし、対象は物体のみで人には使えない。また、元のサイズに戻すことはできるが、元のサイズ以上に大きくすることはできない。

水沢 アル（みずさわ アル）
声 - 田谷隼
2年生。心優しく純粋な少年。一人称は「ボク」。e-testでの報酬は「健康な体」。
e-testは警察のマスコットキャラクター「ピットくん」の着ぐるみ姿で参加した。この姿は能力を使って変身したアル自身である。当初は「着ぐるみを着たアルバイトの途中に攫われ、背中のチャックが壊れていて脱ぐことができない」とウソをついていた。
2年生の春に不慮の事故に遭い、身体の半分以上の機能を失った。ジロウの家族が経営する病院に入院しており、入院中にピットくんに出会い、その時にスミオとも会っている。リハビリの一環で出かけた遠足で乗っていたバスが崖から転落する事故に遭い、一緒に乗っていた人々を助けるために動きたいと強く願った時、能力が目覚めた。このため、他人を助けたいという気持ちの大きさは人一倍強く、必要とあらば己の身を犠牲にしてでも守ろうとする。
クリスに襲われて頭を奪われ気絶してしまい、その後スミオが頭を持ってきたことで復活した。No.4のパスワード取得の際は、回転する歯車に自らの身体を巻き込ませて歯車の動きを抑え、スミオを助けた。バラバラになった身体はスミオ達に集められ、修復された後、再び復活した。
脱出後、エニグマに報酬を叶えてもらった事によって事故に遭う前の身体に戻る事が出来た。
担任である綺島の事を信頼しており、入院中も見舞に来る綺島と読書の話をするのを日課にしていた。そのため、彼がe-testに絡んでいる事を知った時はショックを受けていた。それでも彼を信じ続け、真実を聞かされた後も綺島を疑うタケマルから彼を庇い続けている。
第2幕開始直後に「カニバル」に喰われてしまうが、綺島の能力によって消化を防がれた。
「向こう側の世界」では、モトの所属する野球部のマネージャーをしており、野球部のマスコットとしてピットくんもいる。学園祭の日に屋上で自分の幻影を見た事で記憶が戻った。
能力：人形化（ピットくん）
「ピットくん」の着ぐるみに変身することが出来る。中身は空洞で、頭を一定以上胴体から遠ざけられると、意識を失ってしまう。逆に頭と胴体を近付けると、互いに引き合う仕組みになっている。
月が出ている夜ならば、通常時の6倍の身体能力を発揮することができる。また、身体がバラバラに引き裂かれても、縫い合わせる事で復活出来る。

崇藤 タケマル（すどう タケマル）
声 - 松丸幸太郎
3年生。大柄でフードを被った不良。6ｍの鉄のポールを一人で担ぎあげる、6倍の身体能力を持つアルを追い抜くなど、身体能力が高い。猜疑心が強く、謎の多いエニグマや集められた参加者に強い敵意・警戒心を抱く。一人称は「俺」。e-testでの報酬は「弓河あみの救出」。
実家に母親がいるが離れて一人暮らししており、ガソリンスタンドのアルバイトで生計をたてている。
口が悪く、社交性も協調性に欠けており、スミオとも何度がいがみ合っていたが、「理不尽なこと」を最も嫌っており、幼い頃、義父によって数々の暴力を受けた経験から、理不尽は必ず正されるという信念を持っている。能力である背中の古傷は、この義父によって付けられたものであり、本人はこの過去を隠したがっていた。今でも古傷から時々出血しており、フード付きのコートを纏っているのは、それを隠すためである。古傷自体に能力が宿っていた事を知ってからは、この能力で自分にとっての「大切なもの」である弓河を助け出す事を誓う。
No.6のパスワード取得の際に初めて能力が発動したため、自分に能力がある事を知らなかった。当初はスミオ達に協力的ではなかったが、次第にスミオ達に対する態度も丸くなっていく。
当初は綺島が弓河を陥れたと思いこみ、彼に対して強い敵意を抱いていた。この時、警官に暴力を振るったため、1年留年している。綺島の口から真実を聞かされた後は、徐々に彼との関係も修復に向かっているようだが、まだ完全には信じ切れていないようで、その事でアルと揉めている。
第2幕開始直後に「カニバル」に喰われてしまうが、「カニバル」の胃と呼ばれる空間で、覆面の男に起こされる。スミオに綺島を逆再生で元に戻せと依頼された際、最初は拒否するが、アルと覆面の男に説得され、綺島を元に戻し、綺島の能力によって消化を防がれた。
「向こう側の世界」では担任が綺島になっている。学園祭の日に旧校舎で自分の幻影を見た事で記憶が戻った。
能力：逆再生
背中にある古傷を覆う皮が剥がれ、物体に付着することで、その物体の「動く時間」を巻き戻すことが出来る。「皮」が付着した物体には巻き戻しを示すマークと「月」「日」「時」「分」が表示される。対象物は壁などにぶつかっても停止することなく動き続ける。
この能力を使っている間は、傷口が開いて出血し続けてしまうため、長時間使い続けることは困難である。

栗須 リョウ（くりす リョウ）
2年生。生徒会執行部所属。夕闇高校第46代生徒会長（2年前当時）。ジロウの先輩であり、「失踪者」である。一人称は「僕（影化している時はオレ）」。e-testでの報酬は「牧師になる」。
イギリスからの帰国子女で敬虔なクリスチャンであり、常に十字架のネックレスを首から下げている。明るく勉学に優れ人望もあり、ジロウを始め皆から「完璧な人間」として見られていた。
ジロウと共に第2回e-testにエニグマによって参加させられたが、脱出間際に「影」に連れ去られ、失格となった。その際、ジロウに裏切られた為に失格したと思っており、第5回e-testでは他者を犠牲にしてでも自分が助かりたいと考えていた。この性格は「影化」したために目覚めた人格であり、この時はスミオら他の参加者のことを信用していなかった。
第5回e-test中盤、アルを襲ってスミオ達の前に姿を表した際に「自分が水沢アルだ」と主張する。彼らに協力する姿勢を見せるが、実際はスミオたちを利用し自分だけは確実に脱出しようと企んでいる。平面世界においてスミオと闘うが、外の世界と連携したスミオ達の前に敗北。参加者全員を「影」化させようとするが、ジロウにより薬を飲まされ「影」化を抑えられた。その後、ジロウの口から真実を聞かされ自分の非を認めスミオ達に謝罪し、改めて協力することになる。
スミオらの邪魔をした事を後悔しており、脱出を悩んだがタケマルに後押しされ、脱出に成功する。
第2幕開始直後に「カニバル」に喰われてしまうが、綺島の能力によって消化を防がれた。「カニバル」の腹と呼ばれる空間から「カニバル」の記憶を探った際、モトとひいなが見つけたデジタルカメラに自身の能力により、ジロウとモトを連れて入り込み、そこで「カニバル」の真実を知る。
「向こう側の世界」では生徒副会長になっている。学園祭の日に焼却炉で自分の幻影を見た事で記憶が戻った。
能力：FLAT（フラット）
絵や写真、文章等の平面世界に入り込み、そこに描かれているものを自由に使ったり、書き換えたりすることができる。さらに自分以外の人間を2人までなら平面世界に連れ込むことができる。
この能力で連れ込まれた人間は、クリスの許可なく平面世界から出ることはできない。平面世界にあるものを動かせるのはクリスのみであり、さらにものの形状も多少なり変えることができる。クリス以外の人間がものを動かそうとしてもびくともしない。
平面世界内では無敵の能力だが、外界の事象には干渉できないという弱点がある。さらに外界から写真を燃やされるなどすると、平面世界の中にもその影響が出てしまう。

数奇 ケイ（すうき ケイ）
1年生。オカルト研究会所属（幽霊部員）。スミオのクラスメイトで、クラスでは浮いた存在。常にオカルトチックな衣装を着ている。インターネットで有名オカルトサイト「大火星王の宴」を運営。一人称は「オイラ」。
都市伝説、民間伝承などの噂話を、自らのサイト上で考察、レポートすることを生きがいとするオカルトマニア。一人でいることが好きで、スミオもあまり会話をしたことが無い。過去に上級生の不良を呪い倒したことがあるらしい。教職員達からも問題児扱いされている。
みなによってスミオとのみ連絡を取り合える携帯電話を渡されメッセンジャーとして、間接的に夕闇高校からe-testに関わることになる。
No.7のパスワード取得の際には綺島の能力の源であるパソコンを機転を利かせてモトのバットで破壊し、パスワード取得に貢献した。
第2幕開始直後に「カニバル」に喰われてしまうが、綺島の能力によって消化を防がれた。
「向こう側の世界」でもオカルト研究会に所属しているが、スミオの幼なじみで朝はスミオと登校している。学園祭の日にスミオ達の記憶が戻った直後に記憶が戻った。
綺島 ユウタ（きじま ユウタ）
アルの担任。24歳。国語科教師で、女子ソフトボール部顧問。一人称は「私（ギドウと会話している時は僕）」。
少し抜けた所があり、生徒からは人気がある。キリヲの義理の兄であり、夕闇刑務所の非常勤刑務官（深夜と休日限定）である（周囲には極秘にしてある）。エニグマの手足として、e-testの舞台を作り上げた張本人だが、No.7のパスワードをめぐって敵としてスミオの前に立ちはだかる。エニグマのタトゥーは右手の平にのみ存在する。
エニグマの継承者候補だったが、ドクロに拒まれ、家を追放された過去を持つ。そのためエニグマやそれに固執する者を強く嫌悪しており、また才能を持つ子どもたちをエニグマを狙う「カニバル」から守ろうと考えている。しかし、子どもたちを「カニバル」から自分一人で守るのにも限界を感じ、e-testの世界に子どもたちを影化させて閉じ込め、「カニバル」の脅威から守ろうと考えるようになる。当初は、弓河目当てで保健室に通っているとタケマルに思われていたが、本当はタケマルの才能が目当てであり、彼らの才能に異常に固執しているのはそのためである。
現実世界に存在する自分のパソコンを使って、コピーした学校を作り、自らの才能を駆使し、スミオを翻弄する。しかし、パソコンをケイによって破壊されたため支配権を失い、スミオにNo.7のパスワードを奪われた。その後、コピーした学校が自身の制御化から離れたため校舎が崩壊していく際、タケマルを庇い、自分は負傷する。その後、スミオに自身の脱出用に用意していたパスワードを通信によって奪われる。
スミオ達が脱出した後、出口からの脱出用とは別の学校行きのパスワードを使って自身も脱出を果たし、スミオ達に謝罪した。しげるの存在がスミオ達を脱出させる希望の光であることを知り、スミオ達が理不尽な課題をクリアしていく姿を見ていく内に彼らなら悲劇の連鎖を終わらせられるかもしれないと思い脱出してほしくないが、脱出してほしいとも思うようになっていった。本来敵である綺島に対し、スミオが通信できたのはこのためである。
第2幕からはスミオ達に協力している。第2幕開始直後に「カニバル」に喰われてしまうが、タケマルの能力により元に戻り、「カニバル」の胃と呼ばれる空間を消化機能を有さずにコピーし、「カニバル」に喰われたスミオの仲間と、まおと父親のギドウを消化回避する事に成功した。
「向こう側の世界」では、タケマルのクラスの担任になっている。学園祭の日にスミオ達の記憶が戻った直後に記憶が戻った。
能力：コピー
現実世界に存在する物体をコピーし、それを操る能力。作中では、コピーした学校や、学校内にある物体を操ったり、廃墟となった建物の内部を建て替えられた建物と同様にしていた。

七節 まお（ななふし まお）
第2幕の列車の乗客で登場。入相学園の2年生。髪を束ねた女子高生。無邪気だがしたたかで暴力を好む。
「行けば願いを叶えてくれる」という外骨島の都市伝説を信じ、男に媚を売るクラスメイトを殺そうと考えているらしい。一人称は「あたし」。
無縁駅にてスミオを陥れ、ドクロ入りのバッグとチケットを奪取することに成功。そのためスミオから「カニバル」かと思われたがそうではなく、列車に乗った直後、突如現れた「カニバル」に喰われてしまった。綺島の能力によって消化を防がれた。
最終的にエニグマによって「向こう側の世界」に飛ばされ、同時にスミオ達同様記憶を失っていて、夕闇高校の生徒になっており、みさきと共にひいなの友達になっている。
覆面の紳士 / 忌束 ギドウ（いみづか ギドウ）
第2幕の列車の乗客で登場。金庫の形をした覆面で顔を隠している謎の男。飄々とした性格で、自身を「紳士」と名乗る。一人称は「僕」。
何よりも賭け事が好きで、「一度も賭けで負けたことのない強運の持ち主」を自称する。エニグマやスミオたちの才能について知っていたため、スミオからは「カニバル」だと思われていたが、そうではない。
虚無駅にて脱出するためのコインを得るため、スミオとコイントスで勝負する。スミオとジロウ（「カニバル」）が仕組んだイカサマの前に屈し、潔く脱出の権利をスミオに譲った。その直後、「カニバル」に喰われる。「カニバル」の胃と呼ばれる空間では、タケマルを起こし、スミオの依頼を察知したためか、タケマルに綺島を元に戻すのを後押しする。綺島の能力によって消化を防がれた。その後、「カニバル」が人間としての記憶を取り戻した事により、「カニバル」の腹から脱出し、元に戻ると同時に封印が解ける。
正体は綺島とキリヲの父・忌束ギドウ。自分のことを「ダディ」と呼ぶ。夕闇高校オカルト研究会の初代メンバーで、スミオの父とシメイの恩師でもある。当時エニグマのドクロを継承し、その研究をしていたが、その力を恐れ外骨島に封印しようとした。封印は失敗し、ドクロが見せた未来予知を下にエニグマを継承できる人間を捜し出す事を決意する。最初は綺島に継承させようとしたが、綺島は頭蓋骨に拒まれ、継承に失敗し、タトゥーも手の平にしかあらわれなかったため冷徹になり綺島とその母親である前妻を追い出した過去がある。そのため、綺島にエニグマという存在にとり憑かれていると思われてしまい、綺島がエニグマを嫌悪する原因を作ったが、本心は綺島に危害を及ぼさないためにとした事だった。その後、キリヲに継承させ、キリヲに常に持ち歩くよう言っておいた。運命の学園祭の後に療養と「カニバル」からの逃亡を兼ねてキリヲと共に引っ越したが、その直後、「カニバル」によって「カニバル」自身に直接手を出す事を禁じるために金庫の覆面を被らされ「封印」されたため、やむをえず姿をくらまし、独自に解決策を探っていた。第5回e-testが開始した際、みなを通じてケイに携帯電話を送った。スミオがエニグマになった後、スミオの味方にも関わらずドクロによって用意されたスミオの邪魔者の1人として外骨島行き列車の乗客として招集された。
「向こう側の世界」では、「死なない僧侶」と彼の妻が共に眠る墓を守っている。スミオ達の記憶が戻った直後に記憶が戻った。
赤目 ツトム（あかめ ツトム）
#主要の敵の項を参照。

### 登場人物の親族
灰葉 みな（はいば みな）
声 - 氷上恭子
スミオの母。勤務先のキャバクラでは「ミナ」と呼ばれ、No.1であると自負している。30代と思われるが若作りで20代半ばにしか見えない。その容姿から、特に客から言い寄られたり口説かれることも多いが、一途に夫を愛しており誘惑に負けることはない。3年前、突如夫が失踪。その後、女手一つでスミオを育て、夫の帰宅を信じて家を守っている。
夫から「エニグマ」に関する事を知らされており、スミオが「エニグマ」に選ばれた事を知ると「スミオの中には怪物が居る」との警告を残した後、出勤したキャバクラのエレベーター内から忽然と姿を消し、黒いシミだけが残されていた。e-testでのスミオの報酬が「親」となっており、身柄は「エニグマ」が預かっていると思われたが、実際はe-test開始後すぐに解放され、夫の恩師であるギドウの指示を受けてケイにスミオの手助けが出来るよう、携帯電話を送った。
「向こう側の世界」では、望み通り親子三人で暮らしている。
スミオの父
3年前に突如失踪し、行方が知れない。
シメイやギドウとは夕闇高校オカルト研究会の仲間で、ドクロを封印しようとしていた。「カニバル」から子供達を守り、シメイを救う為、自ら人柱になろうと外骨島に向かう。
第2幕序盤でスミオに「外骨島行きの列車に乗れ」と伝え、外骨島駅でしげるを救出し、やって来たスミオ達に全ての真相を話す。
「向こう側の世界」では、スミオ達が記憶を取り戻した直後に記憶が戻った。
忌束 ギドウ
#主要人物の項を参照。
スコット牧師
クリスの保護者にして恩師。教会の牧師でクリスが夕闇高校に編入する際も世話をした。クリスと共に旅行へ行くためにハイジャック事件が起こった飛行機に乗る予定だったが、数日前に体調を崩したためやむなくキャンセルした。このため、クリスはハイジャック事件に巻き込まれず難を逃れた。クリスが失踪してから心配しており、毎日安否を確かめていた。

### 主要人物の関係者
弓河 あみ（ゆみかわ あみ）
夕闇高校の養護教諭。タケマルの虐待事情を知る校内ただ一人の人間で、タケマルも彼女だけは信頼していた。穏やかな性格で、彼女の下には自然と子どもたちが集まっていく。一人称は「私」。
下校中の夕闇高校の生徒を殺した殺人未遂の疑いで逮捕される。この時、彼女にはアリバイがあったにも拘らず、検事に扮した「カニバル」の証言により、容疑者とされてしまう。そのため、タケマルは綺島が弓河を陥れたと思い、綺島を敵視している。
弓河が「カニバル」に狙われた理由は彼女の持つ才能の為である。彼女には2年前のハイジャック事件に使われた飛行機の搭乗券も贈られており、冤罪に出来なければ事故死させられていたと、綺島は推測している。
e-test終了後、タケマルの報酬として逆転無罪を勝ち取り、容疑が晴れた。
能力：才能を持つ者を引きつける能力
ユニークな才能を持った者を引きつける事が出来る。

忌束 キリヲ（いみづか キリヲ）
スミオとしげるの夕闇中学時代からの友人。e-testの主催者。スミオの前のエニグマである。一人称は「俺」。
幼少期のトラウマから言葉を発することが出来ず、何を言われても動じないため、クラス内では「静寂（サイレンス）」と呼ばれていた。クラス内でも浮いていたが、スミオとしげるとは仲が良かった。父親の都合で転校する前の最後の思い出作りにスミオやしげると夕闇高校の学園祭に行った際に何者かに襲われ、声を出すために自らの喉を切り、助けを求めた。
入院した翌日に退院しそのまま転校してしまい、結局スミオ達に別れも言えないまま別れてしまった。その後、パスワードに関係しているハイジャック事件の容疑者にされ、夕闇刑務所の独房に収容された。彼の目的は独房からの「脱出」と、「犯人への全ての復讐」。昔と違い普通に話すことが出来るようになっているが、その性格はまるで別人の様に冷酷になっている。
彼もまたエニグマによって運命を狂わされた人間の一人。しかしその力にとり憑かれ、エニグマを支配してやろうと企んでおり、そのため「カニバル」の存在を嫌悪している。
綺島を使ってe-testの舞台を作り、集会のみパソコンを通じて参加している。エニグマへの三つ目の願い「エニグマになれる器をもつ人物が欲しい」を叶えるため、e-testを行っていた。その目的は、合格した者達を犯人に復讐するための自身の手駒にするため。全員で脱出したスミオ達に全てを話し、スミオに「エニグマの証明」を継承した後、元の世界にスミオ達を帰した。
第2幕では玄岩の拷問に耐えていたが、偶然やってきた赤目を自身と入れ替え脱獄。「カニバル」を倒すためスミオに協力する。
「向こう側の世界」では唯一記憶を失っておらず、記憶を失ったスミオ達の前に現れる。自分のした事に罪悪感を抱いており、スミオ達のために記憶を取り戻そうと最後の試練に挑む。スミオ達の記憶が戻った後、スミオ達の前から去るつもりでいたが、スミオ達に引きとめられ、スミオ達と共にいる事を選んだ。
咬田 シメイ（こうだ シメイ）
夕闇高校オカルト研究会の初代メンバーの一人。一人称は「俺」。
かつてギドウらと共にエニグマのドクロに手を出したが、その力を怖れ外骨島の井戸にドクロを封印しようとした。しかしその代償として、自らの頭蓋骨をエニグマのドクロとする人柱とされてしまった。同時に怪物・カニバルとして目覚める。彼がドクロを狙う理由は、頭蓋骨を取り戻し本来の自分を取り戻すためだった。その後、「カニバル」として数々の犯罪に手を染めてしまうが、「カニバル」（自分自身）に喰われた本物のジロウらの手により「自分を取り戻す」という願いを明かされ、スミオによりドクロを返されたことで、本来の姿を取り戻したが、ドクロは本来の姿を取り戻しても、スミオが所有したままである。
「向こう側の世界」では、スミオ達の記憶が戻った直後に記憶が戻り、スミオの仲間達やギドウを喰ってしまった事を謝罪した。
「カニバル」としての彼については#主要の敵の項を参照。
「死なない僧侶」
夕闇寺の住職。高齢の為、寝たきりとなり、意識さえ保てなくなっている。少年期の容姿がスミオに似ている。
鵺神を祀っていた村の出身で1880年に村にやってきた病養中の少女（容姿がしげるに似ている）と出会い恋に落ちるが、少女が人柱として死んだ後、エニグマのドクロとなった彼女の頭蓋骨を持ち出して悲劇の連鎖を終わらせようとする。その後、夕闇寺の当時の住職に拾われ、夕闇高校オカルト研究会の初代メンバーを始めとする人々にドクロを託した。
「向こう側の世界」では、少女と結ばれて幸福な一生を送った事が、ギドウの口より語られている。

### 失踪者
栗須 リョウ
#主要人物の項を参照。
上杉 ケンゴ（うえすぎ ケンゴ）、荒井 ヨシオ（あらい ヨシオ）、神谷 みさき（かみや みさき）
ジロウとクリスと共に第2回e-testにエニグマによって参加させられた夕闇高校の生徒達。彼らも微々たるものながらジロウ達と似た能力を持っていた。
一時は協力して脱出しようとしたが、制限時間が迫る中、パスワードが2つしか見つからなかったため「このままでは自分は出られない」と考え、先に脱出しようとしたが3人とも「影」に連れ去られてしまう。ジロウによって影化が抑えられたクリスとは違い、完全に影化した。
No.7のパスワードを取得する際、スミオに触るが、スミオ自身の意志により影化して綺島の能力を聞き出した際、みさきはそれに応じた。

### 夕闇刑務所看守
綺島 ユウタ
#主要人物の項を参照。
玄岩 ゴウゾウ（くろいわ ゴウゾウ）
夕闇刑務所の看守長。いかつい顔をした老人。自らを「空間の神」と称し、拷問を再教育と称するなどかなりのサディスト。囚人や御手洗を「クズ」呼ばわりする。
綺島と入れ替わる形でキリヲの担当となる。スミオらが脱出するための切符の所有者となっていたが、スミオの機転で切符とマスターキーが入った手帳を奪われる。直後囚人たちの抵抗に遭い倒される。その後、キリヲが赤目と入れ代わった事に気付かず、赤目を脱獄を企む囚人への見せしめとして拷問した。
御手洗 キヨシ（みたらい キヨシ）
夕闇刑務所の看守。綺島の同僚であり時々飲みに行く仲である。スミオ達を見つけた直後、赤目に襲われるが、その際、スミオに助けられた時に触られた事で通信が可能となった。

### 主要の敵
「カニバル」
エニグマの座を狙う長いコートを着た長髪の男。顔に大きな縫い傷がある。3年前の通り魔事件やハイジャック事件を起こし、弓河とキリヲに罪を擦り付けた張本人。更にアルに歩けない程の怪我を負わせた張本人でもある。
正体は、ギドウの教え子であり、夕闇高校オカルト研究会の初代メンバーの一人である咬田シメイ。咬田シメイとしての彼については#主要人物の項を参照。
外骨島行きの列車では、ジロウを喰って彼になりすまし乗車。覆面の男を喰った後に赤目に罪をなすりつけ、スミオの信頼を得るが、キリヲに見破られる。そして本性を現し、今まで喰った人間を人質にし、ドクロを奪おうと企むが、スミオの策略により文字通り「空腹」にされてしまい、その後、本物のジロウらの手により人間・咬田シメイとしての記憶がよみがえり、本来の姿を取り戻したことに伴い「カニバル」としての能力が消滅した。
能力：「人喰い（カニバル）」
才能を持つ人間を食べることで、その人間が持っている才能を使うことが出来る能力。食われた人間は身体から骨だけが無くなってしまい、その骨と才能を人型のパイにされて食べられ、ゴミ袋に入れられる。一般人である七節まおを襲っているため、才能がある人間だけを食べるとは限らない。
場合によっては食べた相手になりすます事が可能だが、スミオの「チャンネル[es]」の能力はごまかされないという弱点を孕んでいる（そのことにスミオはキリヲが指摘するまで気づかなかった）。
実は、運命の学園祭で、エニグマによって才能を植え付けられた事で得た能力である事が判明。

赤目 ツトム
列車の乗客。ニット帽を被った大柄でガラの悪い男。一人称は「俺」。
逃亡中の殺人犯であり、5歳の子供を誘拐して身代金を受け取った時には既に殺していた。性格は自己中心的かつ卑劣で、ジロウからは「クズのような男」、スミオからは「吐き気がするほどのクズ」と評されている。外骨島に行く目的は、逃亡の潜伏先とする為である。
ジロウを不意討ちし、夕闇刑務所駅にて刑務所に閉じ込め、4人の囚人を放つ。しかしマスターキーを手に入れたスミオの策略により、自分がスミオに喰われることとなり敗北。その後、キリヲによって彼の独房に収監され、最期は脱獄を企む囚人達への見せしめとして玄岩に拷問されることとなった。
覆面の男が「カニバル」に喰われたことで最後まで残った彼が「カニバル」の正体かと思われたが、実際はスミオの願いを邪魔すべく、ドクロが用意した邪魔者にしかすぎなかった。

## 用語
エニグマ
声 - 倉富亮
e-testを主催している謎の存在。奇妙な形をしたドクロ及びその所有者。見た目は人間の頭蓋骨だが、下顎が180度回転させられた形状をしている。
ドクロは「エニグマの証明」であり、それを持った者がエニグマになる。これは持ち主の願いを3つまで叶える事が出来、上限に達しても他の人間に継承した後、再び手にすればまた願いを叶えてもらう事が出来る。なお、これの所持者の手にはエニグマのタトゥーがあらわれる。
しかし、ドクロの力の本質は「人の運命を歪める」ことであり、ドクロを使い願いを叶えることは、結果的に誰かの不幸と引き換えとなる。
作中では当初キリヲが所持していた。キリヲが集会に参加する際はこの姿で現れる。通常は白い骨に目や口などの黒い穴があいている姿だが、感情が高ぶる等すると骨の色が徐々に変化し、色の構成が逆になる。
キリヲを始め、スミオや綺島など周囲の人間の運命を次々と狂わせた諸悪の根源。
ドクロが壊れる事は決してなく、そのドクロを失くすには誰かが人柱として自分自身の頭蓋骨を奪われなければいけなくなる。
e-test終了後、スミオに「お前はこの世から壊れてなくなれ」と願われた際、その願いを叶えようとするも消えたくはないため、まず外骨島行きの電車を出現させ、最初に「カニバル」を乗せてからスミオの仲間の元へ向かい、「カニバル」に人質にさせ、スミオの願いを叶えつつ失敗する様、邪魔者としてまお、ギドウ、赤目も乗せてからスミオの元へ向かった。
外骨島の井戸でスミオに「誰の犠牲も出さず、俺達のいる世界からなくなれ」という願いと最後の3つ目の願いに「みんなの記憶を失わない事」を願われた際、スミオ達を「向こう側の世界」に飛ばした後、ようやく壊れて井戸の中へ落ちていった。
130年前に存在した鵺神と呼ばれる神を祀っていた村に人柱としてやってきた病養中の少女（容姿がしげるに似ている）がスミオに似た少年（後に死なない僧侶となる）と恋に落ちる。その後、少女が井戸に落ちて命を落とし、その少女の頭蓋骨を拾った少年が「こんな村滅びてしまえばいい」と願った事でエニグマの元となったドクロが誕生した事が判明した。
ユニークな才能
エニグマによって集められた人間が有する特殊な能力のこと。過去に何らかのきっかけで発現しており、自覚して能力を使う者や自覚しながらも能力に怯えている者がいる。実はこの能力は3年前の夕闇高校学園祭でキリヲが「自分を助けろ」という声を放送室から発した際、頭蓋骨がその願いを叶えるため、その放送を聞いていた全ての人間に強制的に植え付けられたものである。この事からスミオ達の能力は先天的なものではなく、後天的なものであると推測される。そして、その放送を聞いていた夕闇高校の生徒がe-testの参加者にされて、エニグマの願いを叶えるにふさわしい強い人間達かどうかエニグマによって選定されていた。
なお、単行本の登場人物紹介ページでは、「特技」と表現されているが、本記事では「能力」と記載する。
影（シャドー）
人間一人を覆いつくすほどの黒い塊。e-testの最中、校内を巡回する。それらは元は人間で、e-testにおいて「影」に捕まった者、「失踪者」になった者であるとされる。
捕まった者は一瞬にして姿を消し、どこかへ連れ去られる。また捕まった人間は身体に「影」と同じ模様が現れ、やがてその者もまた「影」になってしまうとされる。「影化」すると本来の自分とはまったく異なる正反対の第二の人格が生まれ、この人格に負けた時完全な「影」となる。感染してしまった人間が善良で在ればある程「影」が濃くなると醜悪な人格を形成していく模様。
実は、「影」とはユニークな才能を持つ者の才能が悪性化し廃人になったなれの果てである。完全な「影」となった者は一切の感情を失い、エニグマの命令にただ服従するだけの存在となり果てる。その際、「元の世界に帰りたい」という欲求すら失せてしまうため、完全に「影化」した者はe-testのクリアは不可能となる。
出現の際には、校内に不審者が侵入した時に流れる「タカハシさんがいらっしゃいました、生徒は直ちにお迎えに上がってください」という符丁のアナウンスがかかる。
このアナウンスが二重に重なると影が2体出現するが、なぜかNo.7のパスワードの時は影が複数出現したにも関わらず、アナウンスが1回しか流れなかった。
なお、影化を抑える薬が存在するが、服用しても効果があるのは1回だけらしい。
失踪者（しっそうしゃ）
過去にe-testで失格となり、その世界に閉じ込められた人間。失踪者は現実世界における存在そのものが抹消されるようであり、名簿などの記録も残らない。その存在は「影」と化している。
東京都立夕闇高等学校（とうきょうとりつゆうやみこうとうがっこう）
スミオらが通う高校。No.6のパスワードのメモを探す際にe-testの舞台となっている夕闇高校と本物の夕闇高校が別々に存在していることが語られた。
ハイジャック事件
物語の2年前、忌束キリヲ（真犯人はカニバル）によって引き起こされたと言われる事件。キリヲ（とカニバル）を除く乗員乗客全員が死亡するという、最悪の事態を招いた。e-testのパスワード（後述）は、この事件を彷彿とさせるキーワードである。
「ハイジャック」されたのは、九条院財閥の系列会社であるクイーン航空会社の機体「Q-510」。事件が起きたのは「2月29日」。犯人が未成年ということを考慮したためか、名前はトップシークレットで、ひいなも知らされなかった。なお、この機体には「栗須リョウ」も搭乗する予定だったが、個人的な事情で数日前に予約をキャンセルしており、難を逃れた。
「灰葉スミオ」の「クラスメイト」だったキリヲは、クリスが座るはずだった「A24」に座っていた。キリヲは一貫して容疑を否認し、「誰かが自分に罪を着せた」と主張していたという。綺島が自分の脱出用に持っていたパスワード「K」は、キリヲのことである。
キリヲはこの時、エニグマの力で飛行機事故から生還する事が出来た。第2回のe-testのパスワードの一つだった「イリアイカイガン」とは墜落現場となった「入相海岸」のことである。
「向こう側の世界」
スミオ達が元々いた世界とほぼ同じだが、「エニグマに関する事象が存在しなかった」世界。エニグマによって引き起こされた事全てが最初からなかった事になっており、少しでもエニグマに関わった者はエニグマに関する記憶を全て失っている。
スミオがドクロに「誰の犠牲も出さず、俺達のいる世界からなくなれ」と願った事で、スミオ達とエニグマに関わった者全てが飛ばされ、同時に記憶が失われた。だが、その前にスミオがキリヲの願いである「みんなの記憶を失わない事」をドクロに願ったため、キリヲだけが記憶を失わずに済んだ。

## 作中に登場する試練

### e-test
エニグマが行う参加者の本質を計る適性査閲。参加者の能力次第で合否が左右されることもある。

舞台は夕闇市にある夕闇高校だが、スミオ達の暮らす夕闇市とは違い、綺島が自身のパソコン内にコピーした夕闇市である。

本作で登場する問題用紙には「第5回目」とあり、テスト内容は以下の通り。参加人数は7名。
- 問題：「運命からの脱出」
  - 開始日時：9月19日午前0時
  - 成功条件：密室状態の校舎から、72時間以内に脱出する。
  - 報酬：各参加者の望み。
  - ルール1：出口は3号棟の屋上出口。
  - ルール2：脱出にはパスワードを入力する。ただし、一つのパスワードにつき一人しか通れない。
  - ルール3：校舎の廊下は「影（シャドー）」が巡回する。

#### パスワードの課題
パスワードは物語の2年半前に起きた、一人の未成年者によるハイジャック事件が関係しており、エニグマの正体に迫るものである。
No.1：「23時より食堂ホールで開始」 / パスワード：HIJACK
内容：床の無いホールの中央にある台座まで行き、パスワードを取得すること。上下四方には無数の銛が仕込まれており、センサーが反応して射出される。
課題参加者：全員
パスワード使用者：来宮しげる
No.2：「究極の2択」 / パスワード：Q-510
内容：パスワードと祀木ジロウがそれぞれ入った二つの焼却炉がある。点火されるまでにどちらかを救うこと。なお、焼却炉を開ける鍵は一度しか使えない。制限時間は10分間
課題参加者：（救出する側）灰葉スミオ、支倉モト、崇藤タケマル（救出される側）祀木ジロウ
パスワード使用者：栗須リョウ（失踪者となった参加者の中で唯一の脱出者）
No.3：「写真に写る後列の右の生徒の左胸の名札」／パスワード：栗須リョウ
内容：集合写真で前の人間の頭で隠された生徒の名前を読むこと。
課題参加者：灰葉スミオ、来宮しげる、支倉モト
パスワード使用者：支倉モト
No.4：「死へ進む時計」 / パスワード：classmate
内容：3つのステップを踏み、パスワードを手に入れること。スタート地点は屋上。
- ステップ1：校庭にある光る時計の中にあるボタンを押す。ボタンを押せば、そこから手を抜くことが出来なくなる。制限時間は5分。
- ステップ2：正面時計の文字盤の『6』を押す。屋上から時計まではガラスの階段があり、進むにつれて脆くなる。制限時間は4分。
- ステップ3：時計の中に入り、歯車をかわしながら進んでボタンを押す。時間が経過すると歯車が迫ってくる仕組みになっている。制限時間は3分。

課題参加者：灰葉スミオ、支倉モト、水沢アル
パスワード使用者：水沢アル
No.5：「水の中にあるパズルに書かれた言葉」 / パスワード：2月29日
内容：シャワー室内が水没する前に、水の中に散らばる18個のピースを集め、パズルを完成させること。
課題参加者：灰葉スミオ、来宮しげる、九条院ひいな
パスワード使用者：九条院ひいな
なお、2月29日はスミオの誕生日である。
No.6：「旧校舎の怪談」 / パスワード：A24
内容：旧校舎のどこかに存在する「歸らずの間」の巨大迷路で、出口にあるパスワードを手に入れること。開始時間は午後5時。
課題参加者：灰葉スミオ、九条院ひいな、崇藤タケマル
パスワード使用者：崇藤タケマル
No.7：「鬼ごっこ」 / パスワード：灰葉スミオ
内容：綺島からパスワードを奪うこと。制限時間は23時間（その時点でのe-testの残り時間）。また、スミオ以外の参加者が影に拉致された状態で行われるため、「全員の影化」もタイムリミットとなる。
課題参加者：灰葉スミオ（ただし、自身の能力である「通信」を使ってしげるやその他の仲間と協力している）。
パスワード使用者：祀木ジロウ
パスワード：K
内容：綺島が自身の脱出用に持っていたパスワード。通信によりスミオが入手した。
パスワード使用者：灰葉スミオ

### 外骨島行き列車
無縁駅（むえんえき）
北口に2台、南口に3台の切符販売機がある内4台が次の駅行きの切符が入っている。切符を入手できなかった者が無縁駅に残される。停車時間は10分。
脱落者：七節まお（後に「カニバル」が引き起こした騒動の解決後、乗客として復帰）
虚無駅（きょむえき）
家の中にある7枚のコインを手に入れ、切符を手に入れる。なお、切符1枚買うにはコイン2枚が必要。停車時間は45分。
脱落者：覆面の男／忌束ギドウ（後に「カニバル」が引き起こした騒動の解決後、乗客として復帰）
夕闇刑務所駅（ゆうやみけいむしょえき）
看守の御手洗キヨシと看守長の玄岩ゴウゾウを探し、彼らが持っている切符を手に入れるはずだったが、御手洗から切符を手に入れた赤目の策略により、牢から解放された囚人4名を振り切らなければならなくなった。停車時間は3時間。
脱落者：赤目ツトム（乗客で唯一「カニバル」に喰われず、キリヲの手によって脱落した乗客である。）
備考：出発する前に忌束キリヲが「祀木ジロウ」に成り代わっている「カニバル」を追い出したが、乗務員として乗り込んできた「カニバル」が後に騒動を起こし、これが原因で以降は外骨島に行けるのは1人というルールは除外された。
外骨島駅（がいこつじまえき）
終点。最後まで生き残った乗客がこの駅に辿り着く。ドクロの墓場である井戸がある。

### 最後の試練
夕闇高校七不思議
校内の七か所に七人の幽霊が出現する場所があり、その七人に会うと「忘れ物」が体育館に戻って来るという噂。ただし、幽霊に会えば錯乱してしまうらしく、不確実で誰も解明出来ていない。
ルール：忌束キリヲに与えられた試練。記憶を失ったスミオとその仲間を夕闇高校の七不思議を解明するという形で、記憶をよみがえらせる事。
噂の内容は、第1幕の課題のことを指している。
第一の噂「串刺しの生徒」
食堂ホールで昼食中の生徒2名が天井から落ちてきた鉄パイプが突き刺さって死亡したという話。
「23時より食堂ホールで開始」を指す。スミオとしげるの記憶が戻る。
第二の噂「シャワー室の水死体」
女生徒が入浴中、水道管が壊れ溺死してしまったという話。
「水の中にあるパズルに書かれた言葉」を指す。ひいなの記憶が戻る。
第三の噂「消える生徒」
部室棟の男子トイレの鏡に自分を写した生徒が跡形もなく消えたという話。
「写真に写る後列の右の生徒の左胸の名札」を指す。モトの記憶が戻る。
第四の噂「焼却炉の生徒」
ある生徒がいじめで閉じ込められて焼死したという話。
「究極の2択」を指す。ジロウの記憶が戻る。
第五の噂「失踪した殺人者」
生徒を焼死させた者が校内で行方不明になったという話。
「究極の2択」を指す。クリスの記憶が戻る。
第六の噂「屋上のバラバラ死体」
転落した衝撃で手足をもがれた生徒の話。
「死へ進む時計」を指す。アルの記憶が戻る。
最後の噂「旧校舎の迷路」
旧校舎から出られなくなった男子生徒が精神に異常をきたす話。
「旧校舎の怪談」を指す。タケマルの記憶が戻る。

## 単行本
- 榊健滋 『ǝnígmǝ【エニグマ】』 集英社〈ジャンプ・コミックス〉、全7巻。
  1. e-test 2010年12月29日発売 ISBN 978-4-08-870168-4
  2. アウト 2011年3月4日発売 ISBN 978-4-08-870196-7
  3. アナザー 2011年6月3日発売 ISBN 978-4-08-870238-4
  4. オープン 2011年8月4日発売 ISBN 978-4-08-870276-6
  5. メーデー 2011年10月4日発売 ISBN 978-4-08-870297-1
  6. カニバル 2011年12月2日発売 ISBN 978-4-08-870320-6
  7. トゥルーエンド 2012年2月3日発売 ISBN 978-4-08-870376-3

## ヴォイスコミック
集英社のヴォイスコミック「VOMIC」として、2011年4月にジャンプ専門情報番組『サキよみ ジャンBANG!』にて放送され、同年5月からVOMIC公式サイトで配信された。